# Aeroporto di Troyes Barberey
L'Aeroporto di Troyes Barberey, anche commercialmente noto come Aeroporto di Troyes en Champagne, è un aeroporto civile, aperto al traffico aereo pubblico (CAP) 1, situato nei comuni di Barberey-Saint-Sulpice e La Chapelle-Saint-Luc 2 km a nord-ovest di Troyes nell'Aube (regione Grande Est, Francia).
È utilizzato per l'aviazione d'affari e per la pratica di attività ricreative e turistiche (aviazione leggera, volo a vela e aeromodelli). È gestito da EDEIS Aéroport de Troyes del gruppo EDEIS.

## Storia
Creato nel 1933 per dotare l'agglomerato di Troyes di una vera e propria infrastruttura aerea, l'aeroporto di Troyes-Barberey ebbe presto una funzione militare: tra l'ottobre 1939 e il giugno 1940 l'aeroporto accolse infatti gli aerei del gruppo bombardamenti I/38 (Amiot 143).
L'aeroporto riprende la sua destinazione civile dagli anni '50. Affidato alla Camera di Commercio e Industria di Troyes, l'aeroporto diventa gradualmente la piattaforma principale per l'accoglienza dell'aviazione da diporto e aviazione d'affari nella regione.
Nel 2007, la proprietà dell'aeroporto è stata trasferita dallo Stato all'attuale proprietario, il Syndicat Mixte Aérodrome de Troyes Barberey.
Dal 2008 è stato istituito un nuovo nome commerciale: "Aéroport de Troyes en Champagne".